# Airport Weeze
Airport Weeze, tidligere Flughafen Niederrhein, er en lufthavn beliggende ved Weeze (nær Goch), 30 km fra Duisburg og godt 80 km fra byen Düsseldorf i Tyskland. Lufthavnen betegnes også som Düsseldorfs anden lufthavn, da det er den næststørste i området Düsseldorf – Duisburg.
I 2008 passeredes lufthavnen af 1.525.063 passagerer og den behandlede 56 ton fragt.
Mellem 14. og 27. maj 2007 var lufthavnen lukket, mens en del af banen blev renoveret og der blev installeret ILS. Imens blev afgangene flyttet til andre lufthavne i området.
Lufthavnen betjener de hollandske byer Venlo, Nijmegen og Eindhoven, den tyske by Duisburg og området omkring Weeze. Mellem lufthavnen og Düsseldorf er der busforbindelse med 9 afgange/dag, men den er knyttet til Weeze, Duisburg, Essen og Nijmegen med buslinjer, som har afgange hver time.

## Historie
Dette var oprindelig en britisk militærlufthavn ved navn Laarbruch, som oprettedes i 1954. I 1993 begyndte briterne at trække deres personnel tilbage fra lufthavnen, og i 1999 var tilbagetrækningen fuldført. Lufthavnen og arealet omkring den blev i 2001 købt af en gruppe hollandske investorer, og i 2002 blev tårnet indrettet på ny og der blev bygget en terminal. Lufthavnen åbnede i maj 2003 for persontransport og hed da Flughafen Niederrhein.
Den 30. november 2004 skiftede lufthavnen navn til Airport Weeze for at gøre det tydeligere, hvor lufthavnen ligger, eftersom Niederrhein er mindre kendt. Oberlandesgericht Keulen bestemte 17. juni 2005, at lufthavnen ikke måtte bære navnet Airport Düsseldorf-Weeze selv om den befinder sig i Regierungsbezirk Düsseldorf, 80 km udenfor byen. Oberlandesgericht var af den opfattelse, at det ville være fejlagtigt at benytte Düsseldorf i lufthavnens navn. Ryanair har imidlertid tilladelse til at bruge navnet Düsseldorf (Weeze).